# Bistum Szombathely

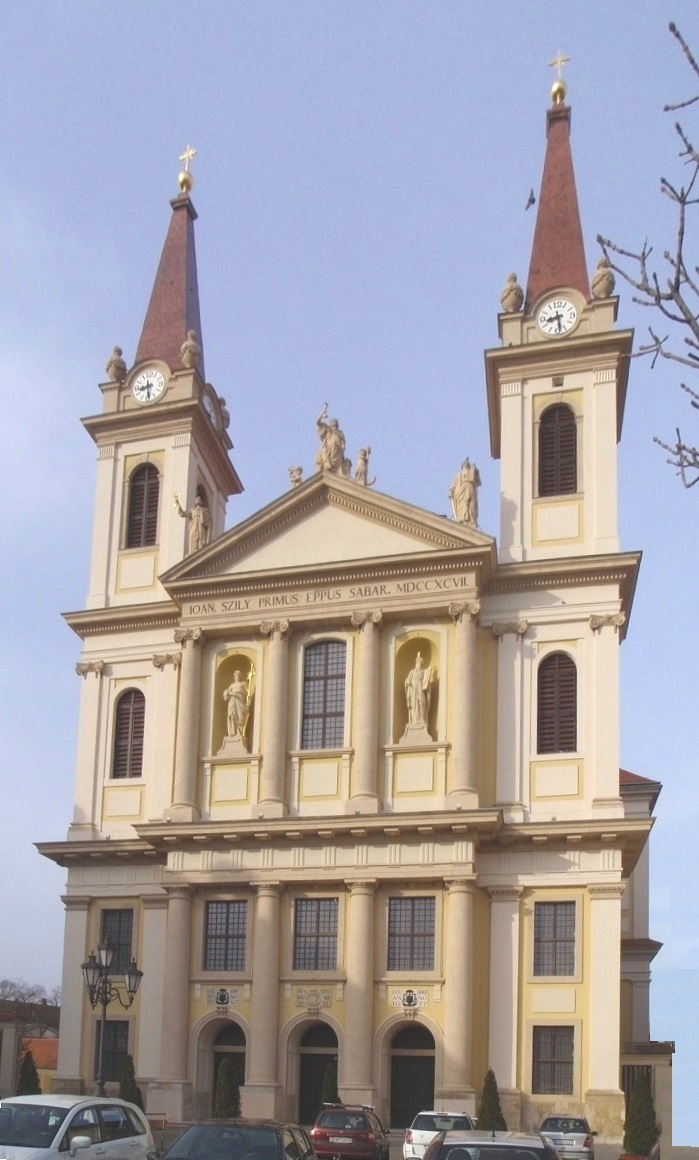
Kathedrale von Szombathely

Das Bistum Szombathely (ungarisch Szombathelyi egyházmegye, lateinisch Dioecesis Sabariensis) ist ein ungarisches Bistum, das dem Erzbistum Veszprém unterstellt ist.

## Geschichte
Szombathelyr/Steinamanger (deutsch Steinamanger) wurde um 50 n. Chr. von den Römern gegründet, hieß damals Sabaria und war ein religiöses Zentrum Pannoniens, später Hauptstadt von Pannonia Prima. Dort gab es auch eine christliche Gemeinde, die von den Hunnen (um 400) und den Awaren (um 550) vernichtet wurde.
Karl der Große kolonisierte das Gebiet mit deutschen Siedlern und unterstellte es 803 der Erzdiözese Salzburg. König Ludwig († 876) schenkte Steinamanger im Jahr 860 dem Salzburger Erzbischof Adalwin († 873). Unter Stephan I. wurde das Gebiet wahrscheinlich im Jahr 1000 dem Bistum Raab unterstellt.
Maria Theresia errichtete 1777 mit Genehmigung des Papstes Pius VI. aus Teilen der Bistümer Raab, Veszprém und Agram das Bistum Steinamanger. Unter dem ersten Bischof, János Szily, wurden das Seminar und der bischöfliche Palast gebaut. Es wurde mit dem Bau der Kathedrale begonnen, den man 1821 vollendete.
1922 wurde nach dem Vertrag von Trianon ein Gebiet mit etwa 100.000 Gläubigen an die neuerrichtete Apostolische Administratur Burgenland abgegeben. 1923 kamen Pfarren mit etwa 67.000 Gläubigen an die Diözese Lavant-Marburg.
Am 31. Mai 1993 wurde das Bistum dem neuerrichteten Erzbistum Veszprém unterstellt.
Diözesanpatron ist der heilige Martin von Tours, der um 316 in Sabaria geboren wurde.

## Bischöfe
- János Szily (1777–1799)
- Franziskus von Paula Herzan von Harras (1799–1804)
- Lipót Perlaki Somogy (1806–1822)
- András Bőle (1822–1844)
- Gábor Balassa (1844–1851)
- Ferenc Szenczy (1852–1869)
- Imre Szabó (1869–1881)
- Kornél Hidasy (1882–1900)
- Vilmos István (1901–1910)
- János Mikes (1911–1936)
- József Grősz (1936–1944) (danach Erzbischof von Kalocsa)
- Sándor Kovács 1945–1972
- Árpád Fábián OPraem (1972–1986)
- István Konkoly (1987–2006)
- András Veres (2006–2016) (dann Bischof von Győr)
- János Székely (seit 2017)